# Зарубинское сельское поселение (Кемеровская область)
Зару́бинское се́льское поселе́ние — упраздённое муниципальное образование в составе Топкинского района Кемеровской области России.
Административный центр — село Зарубино.

## История
Зарубинское сельское поселение образовано 17 декабря 2004 года в соответствии с Законом Кемеровской области № 104-ОЗ.

## Население
| 2010  | 2011  | 2012  | 2013  | 2014  | 2015  | 2016  |
| ----- | ----- | ----- | ----- | ----- | ----- | ----- |
| 2620  | ↘2618 | ↗2623 | ↗2626 | ↗2642 | ↘2591 | ↗2648 |
| 2017  | 2018  | 2019  |       |       |       |       |
| ↗2676 | ↘2651 | ↘2593 |       |       |       |       |

## Состав сельского поселения
| № | Населённый пункт | Тип населённого пункта       | Население |
| - | ---------------- | ---------------------------- | --------- |
| 1 | Глубокое         | село                         | 723       |
| 2 | Зарубино         | село, административный центр | 1427      |
| 3 | Медынино         | деревня                      | 165       |
| 4 | Октябрьский      | посёлок                      | 292       |
| 5 | Подонино         | село                         | 7         |
| 6 | Усть-Стрелина    | деревня                      | 6         |